# Otkrivanje vremena
„Otkrivanje vremena“ je televizijski esej posvećen poeziji srpskog pisca i dramaturga Radomira Putnika. Reditelj ovog TV eseja je Slobodan Ž. Jovanović, i snimljena je u proizvodnji Radio-televizije Srbije, 1998. godine. Vreme trajanja je 25 minuta. 
Ova emisija je značajna jer publika retko ima priliku da se susretne sa pesničkim opusom pisca i dramaturga Radomira Putnika čija poezija je izuzetno svojstvena i intimistička u svom sklopu i odnosu prema osećanjima koja su predmet interesovanja njega kao pesnika. Njegova poezija bavi se izrazito urbanim temama i usamljenosti ljudskog bića spram života.  

## Autorska ekipa
- Reditelj Slobodan Ž. Jovanović
- Dir. fotografije  Vojislav Lukić

## Učestvuje
- Goran Sultanović